# Gegepterus
Gegepterus es un género extinto de pterosaurio ctenocasmátido del Cretácico Inferior de la formación Yixian de Liaoning, en la China.
El género fue nombrado en 2007 por Wang Xiaolin, Alexander Kellner, Zhou Zhonge y Diogenes de Almeida Campos. La especie tipo es Gegepterus changi. El nombre del género se deriva del término manchú ge ge, el título de una princesa, en referencia a la fina gracilidad del espécimen, y el griego latinizado pteron, "ala". El nombre de la especie honra a la paleontóloga Chang Meemann, quien con los años estableció una cordial relación entre los autores chinos y brasileños. En 2008 Wang corrigió el epíteto a changae, pero dichos cambios ya no son permitidos por la Comisión Internacional de Nomenclatura Zoológica.
Este género es conocido de dos especímenes. El primero es el holotipo IVPP V 11981, el cual fue hallado en 2001 en los esquistos grises de la parte inferior de la formación (con una edad estimada en 125 millones de años), cerca de la ciudad de Beipiao. Consiste en un esqueleto parcial aplastado y dañado de un ejemplar juvenil que incluye el cráneo, la mandíbula inferior, vértebras cervicales y dorsales, costillas, gastralia (huesos del vientre), la cintura escapular y restos de sus miembros posteriores, juntos con restos oscuros de tejidos blandos cerca del cráneo y la gastralia y en la cuenca ocular; desafortunadamente, los restos de tejido blando no muestran ninguna estructura excepto por algunas fibras no ramificadas en la parte posterior de la cabeza. Las mandíbulas son muy alargadas; el hocico es aplanado y cóncavo en la parte superior, con una cresta baja y delgada. La frente se proyecta levemente hacia la parte frontal. Las vértebras cervicales son muy alargadas.
Los autores lo asignaron a la familia Ctenochasmatidae sobre la base de su largo hocico y sus numerosos dientes como agujas, cerca de 150 en total. Es el primer reporte incontrovertido de un ctenocasmátido de la formación Yixian, dado que los fósiles de otros presuntos ctenocasmátidos no preservaban su dentadura. Al principio se consideró que podría ser el ejemplar juvenil de alguna especie conocida.
En 2011 un segundo espécimen de menor tamaño fue descrito, IVPP V 11972, el cual incrementa los elementos esqueléticos conocidos y muestra una cubierta más extensa de estructuras similares a pelo, denominadas a día de hoy como picnofibras.